# Orthogonioptilum olivescens
Orthogonioptilum olivescens is een vlinder uit de familie van de nachtpauwogen (Saturniidae). De wetenschappelijke naam van de soort is voor het eerst geldig gepubliceerd in 1963 door Sergius Kiriakoff.